# Max Aarons
Maximillian James „Max“ Aarons (* 4. Januar 2000 in Hammersmith) ist ein englischer Fußballspieler, der seit 2023 beim AFC Bournemouth unter Vertrag steht. Der rechte Außenverteidiger ist ehemaliger englischer Juniorennationalspieler.

## Karriere

### Vereine
Im Jahr 2016 wechselte Max Aarons von Luton Town in die Jugendakademie von Norwich City, wo er im Juni 2018 seinen ersten professionellen Vertrag unterzeichnete. Sein Debüt für die erste Mannschaft von Trainer Daniel Farke gab er am 14. August desselben Jahres im League-Cup-Spiel gegen den FC Stevenage. Zwei Wochen später erzielte er beim 3:1-Auswärtssieg gegen Cardiff City in diesem Pokalwettbewerb mit dem Treffer zum 3:0 sein erstes Pflichtspieltor für die Canaries. Sein Debüt in der zweithöchsten englischen Spielklasse folgte am 2. September 2018 beim East-Anglia-Derby gegen Ipswich Town, als Aarons beim 1:1-Unentschieden zur Startelf gehörte. Farke setzte in den nächsten Spielen voll und ganz auf den jungen Außenverteidiger, der durch seine starken Leistungen überzeugte. Bereits am 10. Oktober 2018 verlängerte der Verein aus der Grafschaft Norfolk seinen Vertrag bis Juni 2023.
Am 1. Dezember desselben Jahres erzielte der Verteidiger beim 3:1-Heimsieg gegen Rotherham United sein erstes Ligator für Norwich. Seine Mannschaft errang in dieser Spielzeit den Meistertitel in der Championship und den damit resultierenden Aufstieg in die erstklassige Premier League. Mit zwei Toren und sechs Vorlagen in 41 Spielen trug der junge Verteidiger dazu bei. Seine starken Leistungen brachten ihm eine Nominierung ins EFL-Championship-Team der Saison und den Gewinn des Titels „junger Spieler der Saison“ ein. Am 17. Juli 2019 wurde die Verlängerung von Aarons Vertrag bis 2024 bekanntgegeben.
Im Sommer 2023 verpflichtete ihn der Erstligist AFC Bournemouth. Im Januar 2025 wurde Aarons an den spanischen Erstligisten FC Valencia verliehen. Die Leihe beinhaltete eine anschließende Kaufoption.
Im Juni 2025 wurde Aarons an die Glasgow Rangers verliehen.

### Nationalmannschaft
Ende August 2018 erhielt Aarons erstmals eine Einberufung in den Kader der englischen U19-Nationalmannschaft. Sein Debüt gab er am 5. September beim 4:1-Testspielsieg gegen die Niederlande, als er in der Schlussphase der Partie für Jake Vokins eingewechselt wurde. Für die U19 bestritt er bis März 2019 sieben Länderspiele.
Am 6. September 2019 bestritt er beim 3:2-Sieg über die U21-Nationalmannschaft der Türkei sein erstes Länderspiel für die U21-Nationalmannschaft Englands. Mit der U21-Auswahl nahm er daraufhin 2021 und 2023 jeweils an den U21-Europameisterschaften teil. 2023 wurde er dabei mit der Mannschaft Europameister, wobei er selbst bei dem Turnier vier der insgesamt sechs Spiele bestritt, darunter auch das Finale gegen Spanien.

## Erfolge

### Verein
Norwich City
- EFL Championship: 2018/19

### Nationalmannschaft
- U21-Europameister: 2023

### Individuell
- EFL Championship Team der Saison: 2018/19
- EFL Championship Junger Spieler der Saison: 2018/19

## Sonstiges
Max Aarons ist der Cousin des Profifußballers Rolando Aarons.